# Чорлу
```

```

Чорлу (тур. Çorlu) — місто і район в ілі Текірдаг, на північному заході, в європейській частині Туреччини. Населення — 200 577 (2008).

## Історія
В давнину в цих місцях була фригійська колонія Тзіраллум. За часів Риму місто було перейменоване в Кенофруріум, саме тут був убитий імператор Авреліан в 275 році. Пізніше місто було важливим опорним пунктом, що дозволяв Риму (а згодом — Візантії) контролювати значні райони Фракії. Коли султан Мурад I завоював ці місця, то наказав зірвати римські укріплення. У серпні 1511 в ході внутрішньосманських міжусобиць біля села Уграшдере султан Баязид II переміг свого сина Селіма I. Коли рік потому Селім все-таки повалив Баязида, то той помер у Чорлу по шляху у вигнання в Дідімотику. Вісім років потому в Чорлу помер сам Селім I (обидва поховані в Стамбулі).
Під час Кримської війни в цьому регіоні були поселені турецькі біженці, що рятувалися від російських військ. Під час російсько-турецької війни 1877–1878 років регіон був ненадовго окупований російськими військами.
У 1912 році в місті проживало 13,500 турків, 11,100 греків, 1,600 вірмен і 1,300 євреїв.
Під час Першої Балканської війни в Чорлу розміщувався штаб турецької армії, в грудні 1912 року місто було взято болгарськими військами. Туреччина повернула місто в липні 1913 року в результаті Другої Балканської війни. У ході війни за незалежність Туреччини місто з 1920 по 1922 роки було окуповане грецькими військами.